# Abeceda

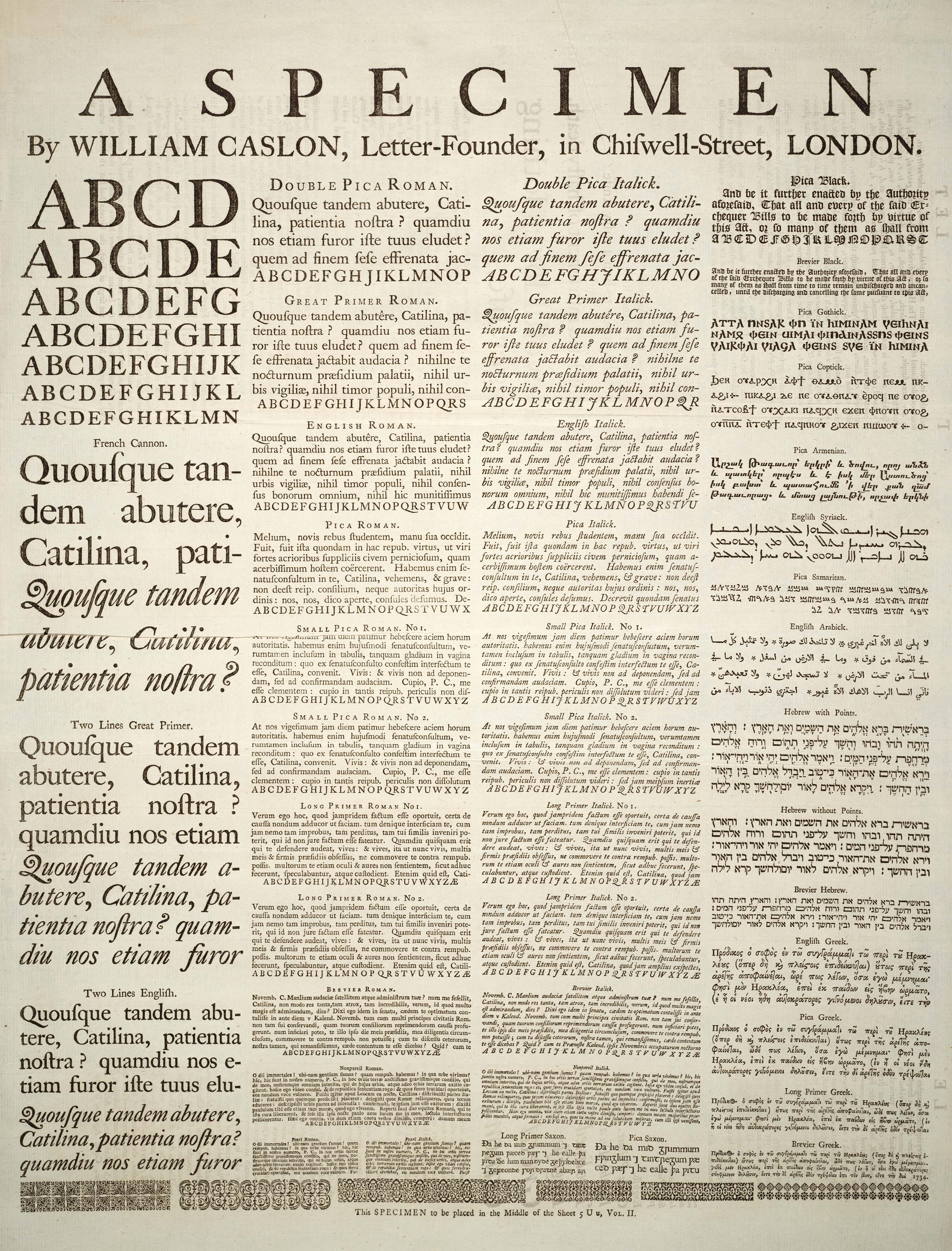
Vzorník písma

Abeceda, řídce i „alfabeta“, je uspořádaná sada znaků – písmen, jimiž se při zápisu řeči, v písmu graficky vyjadřují fonémy, zpravidla hlásky (některé jen souhlásky) a případně slabiky. Hláskové abecedy mají přibližně několik málo desítek znaků (písmen), slabičné více, až i několik set. Pro srovnání: čínských znaků (zvukově znamenají slabiky, ale liší se podle významu) je až asi 100 000.
Název je odvozen z prvních čtyř znaků abecedy (latinky). Název „alfabeta“ používaný často v cizích jazycích je podobně odvozen z názvů prvních dvou písmen abecedy řecké.
Jinou abecedou je cyrilice, pojmenovaná podle sv. Cyrila, také nazývaná azbuka podle názvů prvních dvou písmen v ruštině – a (az), b (buki). 
Obdobně podle prvních písmen jsou vytvořeny názvy jiných typů abecedy: abugida a abdžad.

## Písmena mimo abecedu
Abeceda neobsahuje všechna písmena, užívaná v daném jazyce, protože se používají i písmena z jiných, cizích abeced ve jménech osob a v zeměpisných názvech. Např. v češtině se běžně vyskytují německé nebo maďarské přehlásky, vyznačující se dvojtečkou, případně dvojčárkou. K tomu dopomáhá i to, že německé psací stroje bývaly průkopnické a znalost němčiny bývala téměř všeobecná. Podobně, i když ne tak často, se vyskytují i jiná latinková písmena s diakritikou.
Kromě toho je ovšem také dlouhá řada jiných znaků písma, symboly, která nejsou písmeny. Těmi nejběžnějšími jsou interpunkční znaménka a číslice.

## Varianty
Abeceda „mezinárodní“ s následujícími 26 znaky, tj. základní znaky bez háčků, čárek, či jiných diakritických znamének a bez spřežek, je shodná s anglickou abecedou:
A B C D E F G H I J K L M N O P Q R S T U V W X Y Z
Kromě diakritických znamének většina abeced (včetně např. polštiny) neuznává za samostatné písmeno ani Ch a spřežky obecně. Zvláštností je W, „dvojité V“, anglicky „dvojité U“, polsky „VU“, původem zdvojení „V“, chápané a také psané jedním tahem jako jedno písmeno – ligatura.
Uspořádaností se liší abeceda od alfabetického písma, tedy obdobné sadě bez určeného pořadí. V praxi se oba tyto pojmy nerozlišují. Jako písmo se také označuje jednotlivá sada grafického provedení písma (např. karolinské písmo), moderně označované spíše jako font.

## Velikost písmen
Evropská písma, jako latinka a cyrilice, mají (díky osvícencům), jednu zvláštnost oproti všem ostatním písmům, a to dvě verze znaků, velká a malá písmena, majuskule a minuskule. Proto i jejich sady jsou dvojí a jednotlivá písmena tak mají tyto dvě verze.

## Česká abeceda
Česká abeceda se skládá ze 42 písmen včetně znaků s diakritikou a 1 spřežky:
a, á, b, c, č, d, ď, e, é, ě, f, g, h, ch, i, í, j, k, l, m, n, ň, o, ó, p, q, r, ř, s, š, t, ť, u, ú, ů, v, w, x, y, ý, z, ž.
Tvarové varianty
Další standardizované sady české abecedy, jako je tzv. psací nebo Comenia script, patří do kategorie řezů, fontů a podobných variant písma, které lze tvořit neomezeně.
F, G, Q, W, X
Písmeno F [s výjimkou slov doufat, zoufat, (nespisovné) fous a zvukomalebných slov (jako foukat, fičet, frčet, funět, uf, fí), včetně jejich dokonavých verzí a odvozenin (jako zoufnout si, uzoufat se, fouknout, profrčet)] a písmena G,[zdroj?] Q, W, X se v současnosti neužívají v původně českých slovech, ale jen slovech cizích čili přejatých z jiných jazyků. To se týká především jmen, jako např. fráze, profese, Quido, bowling, lexikon. Po zdomácnění se nahrazují zpravidla běžnějšími obdobami, zejména Q se mění na spřežku KV (kvalita) a W na V.
Ó
Kromě těchto písmen se v původem českých slovech nevyskytuje ani specificky české (i když nejen české) písmeno Ó (vyjma slov emfatických, např. móře), které vymizelo z českých slov v důsledku hláskových změn ve 14. století, kdy hláska ó přešlo do hlásky ů. V moderní češtině je tak příznakem hovorovosti a je ozvláštňujícím prostředkem, netvoří se tím jiná slova.
Přehlásky
Kromě toho se ve jménech a názvech užívají i znaky jiných latinkových abeced, zejména přehlásky, např. německé (Ä, Ö, Ü, v případě potřeby ale nahrazované spřežkami AE, OE a UE).
Těsnopis
Zcela jiné české písmo je rovněž český těsnopis, který má kromě oficiální soustavy Herout–Mikulík i několik zcela různých verzí jiných.
Rozšířená řada latinských písmen (latinky)
I i, Í í, Y y, Ý ý, E e, É é, A a, Á á, O o, Ó ó, U u, Ú ú ů, M m, N n, Ń ń, Ň ň, Ṅ ṅ, Ŋ ŋ, R r, Ř ř, Ṙ ṙ, L l, Ĺ ĺ, Ľ ľ, Ŀ ŀ, J j, P p, B b, T t, D d, Ť ť, Ď ď, Ṫ ṫ, Ḋ ḋ, K k, G g, C c, Ć ć, Dz dz, Č č, Dž dž, Ċ ċ, Ġ ġ, F f, V v, W w, S s, Z z, Ś ś, Ź ź, Š š, Ž ž, Ṡ ṡ, Ż ż, Ch ch (Ȟ ȟ), Ḣ ḣ, H h, Ě ě, Ǎ ǎ, Ǒ ǒ, Ǔ ǔ, Į į, Ę ę, Ą ą, Ǫ ǫ, Ų ų, Q q, X x.
Základní řada řeckých písmen (alfabety)
Ι ι, Υ υ, Ε ε, Η η, Α α, Ο ο, Ω ω, Μ μ, Ν ν, Ρ ρ, Λ λ, Π π, Β β, Τ τ, Δ δ, Θ θ, Κ κ, Γ γ, Ζ ζ, Φ φ, Σ σ, Χ χ, Ψ ψ, Ξ ξ.
Základní řada ruských písmen (azbuky)
Ь ь, Ъ ъ, И и, Ы ы, Э э, А а, О о, У у, М м, Н н, Р р, Л л, Й й, П п, Б б, Т т, Д д, К к, Г г, Ц ц, Ч ч, Ф ф, В в, С с, З з, Ш ш, Ж ж, Х х, Е е, Я я, Ё ё, Ю ю, Щ щ.
Rozšířená řada anglických písmen (Alphabet)
I i, (Ee ee), Y y, E e, A a, (Æ æ), O o, U u, (Oo oo), M m, N n, R r, L l, J j, P p, B b, T t, D d, Th th, (Dh dh), K k, G g, C c, Ch ch, F f, V v, W w, S s, Z z, Sh sh, (Zh zh), (Kh kh), H h, Q q, X x.
Rozšířená řada německých písmen (d. Alfabet)
I i, Y y, Ü ü, E e, Ë ë, A a, Ä ä, Ö ö, O o, U u, M m, N n, R r, L l, J j, P p, B b, T t, D d, K k, G g, C c, Z z, Tsch tsch, Dsch dsch, F f, V v, W w, S s, ß β, Sch sch, Ch ch, H h, Q q, X x.
Rozšířená řada esperantských písmen (alfabeto)
I i, (Y y), E e, A a, O o, U u ŭ, M m, N n, R r, L l, J j, P p, B b, T t, D d, K k, G g, C c, (ǲ dz), Ĉ ĉ, Ĝ ĝ, F f, V v, (W w), S s, Z z, Ŝ ŝ, Ĵ ĵ, Ĥ ĥ, H h, (Q q), (X x).

### Další abecedy
- Latinka
- Anglická abeceda
- Řecká abeceda
- Slovenská abeceda
- Mezinárodní fonetická abeceda